# Смилаксовые
Сми́лаксовые, или Сассапарилевые (лат. Smilacaceae) — семейство однодольных цветковых растений, состоящее из 370 видов и 3 родов растений.

## Биологическое описание
Виды семейства Смилаксовые — кустарники, травянистые растения или лианы.
Листья у растений черешковые или почти сидячие.
Цветки растений одиночные или собраны в соцветия. Тычинок бывает 6 или 3, или 9, или 12, или 15, или 18.

## Распространение
Виды семейства Смилаксовые встречаются на территории от субтропических до тропических районов, в том числе в Австралии.

## Роды семейства Смилаксовые
- Heterosmilax Kunth[1]
- Pseudosmilax[1]
- Smilax L. — Смилакс, или Сассапариль[1]